# پوئنت دو برتول
پوئنت دو برتول (به لاتین: Pointe de Bertol) یک کوه در سوئیس است که در کانتون وله واقع شده‌است. پوئنت دو برتول ۳٬۴۹۹ متر بالاتر از سطح دریا واقع شده‌است.